# Cena Jeruzaléma
Jeruzalémská cena za svobodu jednotlivce ve společnosti je ocenění za literaturu a boj za lidská práva, kterou uděluje město Jeruzalém každé dva roky na Mezinárodním knižním veletrhu v Jeruzalémě. Je dotované částkou 10 000 amerických dolarů.

## Nositelé
- 1963 Bertrand Russell
- 1965 Max Frisch

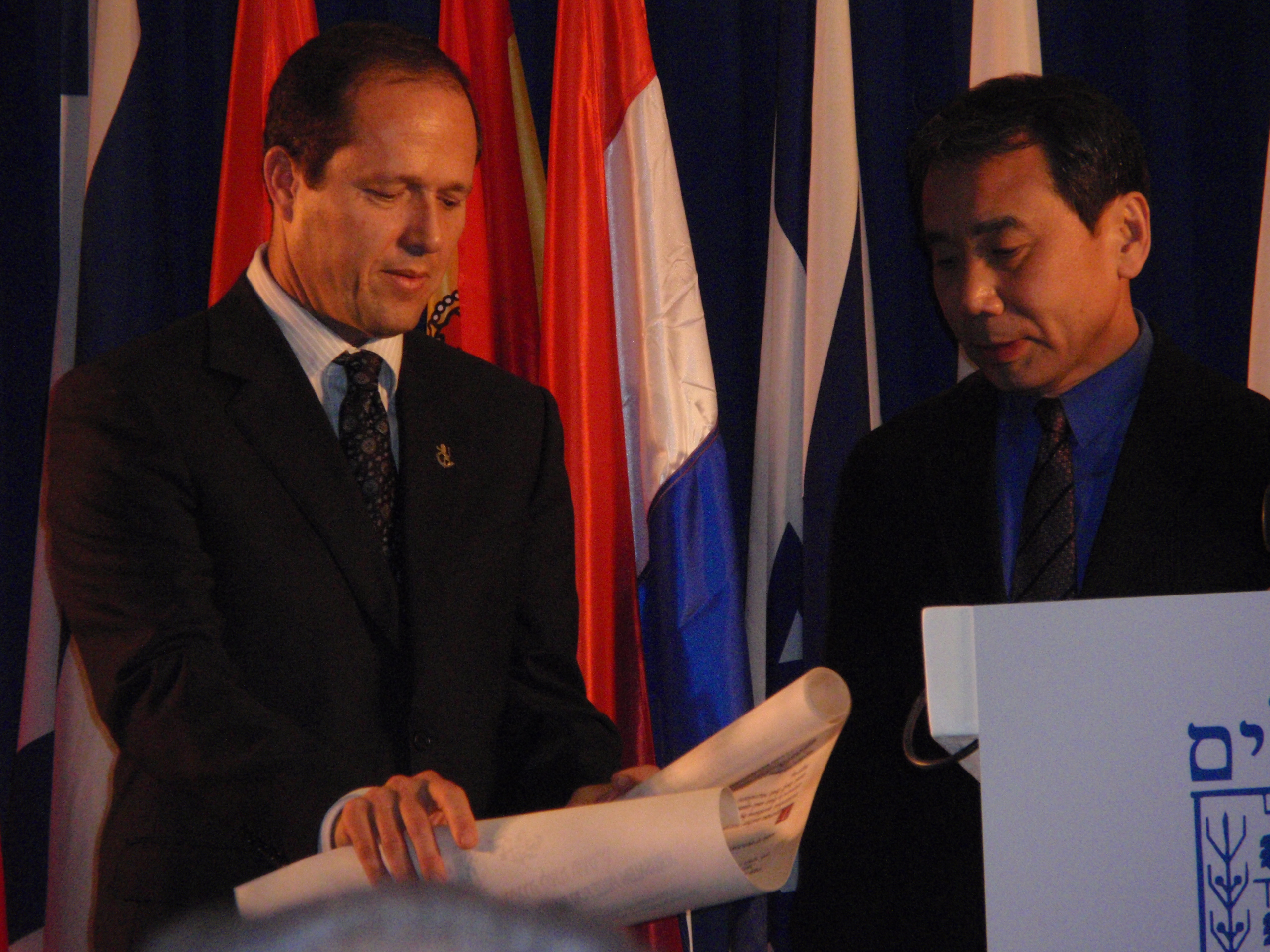
Haruki Murakami při předávání ceny v roce 2009

- 1967 Andre Schwarz-Bart (1928–2006)
- 1969 Ignazio Silone
- 1971 Jorge Luis Borges
- 1973 Eugène Ionesco
- 1975 Simone de Beauvoir
- 1977 Octavio Paz
- 1979 Isaiah Berlin
- 1981 Graham Greene
- 1983 V. S. Naipaul
- 1985 Milan Kundera
- 1987 John Maxwell Coetzee
- 1989 Ernesto Sábato
- 1991 Zbigniew Herbert
- 1993 Stefan Heym
- 1995 Mario Vargas Llosa
- 1997 Jorge Semprún
- 1999 Don DeLillo
- 2001 Susan Sontagová
- 2003 Arthur Miller
- 2005 António Lobo Antunes
- 2007 Leszek Kołakowski
- 2009 Haruki Murakami
- 2011 Ian McEwan
- 2013 Antonio Muñoz Molina
- 2015 Ismail Kadare
- 2017 Karl Ove Knausgård
- 2019 Joyce Carol Oatesová
- 2021 Julian Barnes[2]